# Ядрени сили
Към 2012 година осем държави в света са разработили и изпробвали собствени ядрени оръжия. Пет от тях са официално признати ядрени сили по силата на Договора за неразпространение на ядрените оръжия (ДНЯО). По хронологичен ред на ядрените опити това са САЩ, Русия (наследява арсеналите на бившия СССР), Великобритания, Франция и Китай. Още три страни са тествали атомно оръжие извън рамките на ДНЯО – Индия, Пакистан и Северна Корея.
Северна Корея е била част от ДНЯО от 1985, но не спазва условията на договора и напуска през 2003. Израел нито отрича, нито потвърждава притежанието на ядрено оръжие от своя страна, и никога не е изпробвал такова. Въпреки това мнозина изследователи предполагат, че Израел е ядрена сила. ЮАР и Украйна са единствените държави, която са притежавали и впоследствие са се отказали от ядрения си арсенал.

## Приблизителен брой на ядрените единици по света
Това е таблица, представяща списък на ядрените сили, годината на тестване на първото им оръжие и приблизителният брой ядрени бойни глави и бомби, с които те разполагат. Това е т.нар. „Ядрен клуб“. Повечето от данните за брой на ядрени единици, представени тук, са приблизителни, а в случая на Северна Корея, Израел и Пакистан може да са доста неточни. Също така това е и броят на ядрените оръжия, които са в бойна готовност, и не е посочен броят на тези, които са просто складирани.
От близо 65 000 ядрени оръжия през 1985 година днес са останали малко повече от 23 000, от които само 4400 годни за употреба.
| Държава                    | Ядрени бойни глави активни / общо* | Първи ядрен опит          |
| -------------------------- | ---------------------------------- | ------------------------- |
| Петте страни от ДНЯО       |                                    |                           |
| САЩ                        | 2150 / 8000                        | 1945 („Тринити“)          |
| Русия                      | 2430 / 11000                       | 1949 („РДС-1“)            |
| Великобритания             | 300 / 350                          | 1952 („Ураган“)           |
| Франция                    | 290 / 300                          | 1960 („Син тушканчик“)    |
| Китай                      | неизв. / 240                       | 1964 („596“)              |
| Други известни ядрени сили |                                    |                           |
| Индия                      | неизв. / 80 – 100                  | 1974 („Усмихнатият Буда“) |
| Пакистан                   | неизв. / 90 – 110                  | 1998 („Чагай-I“)          |
| Северна Корея              | неизв. / 6 – 18                    | 2006 (Неизв.)             |
| Неофициални ядрени сили    |                                    |                           |
| Израел                     | неизв. / 80 – 200                  | няма / „Вела“             |

* Дадените стойности включват и ядрените бойни глави, които са насрочени за унищожаване. Ако е даден неизвестен брой ядрени единици (например 0 – 10), това са изчисления за арсенал, базиращи се на приблизителното количество ядрен материал с което страната разполага, както и сложността на технологиите на дадената страна.

## Петте страни от ДНЯО
- САЩ разработват първите ядрени оръжия по време на Втората световна война (виж Проектът Манхатън). Американците започват работа по първата атомна бомба в началото на 40-те години, със сътрудничеството на Канада и Великобритания. Американските военни се опасяват, че Нацистка Германия може да разработи свои ядрени оръжия. Изпитанието на първата бомба („Trinity“ – Троица) е проведено в местността Аламогордо, щата Ню Мексико, през 1945 година. САЩ са първата и единствена страна, която е употребила ядрени оръжия срещу друга държава. Американската авиация хвърля две атомни бомби над Хирошима и Нагасаки в Япония, съответно на 6 и 9 август 1945 година. Страната е и първата в света, която успешно тества водородна бомба през 1952 година (Ivy Mike).

- СССР тества първата си атомна бомба (РДС-1) през 1949 година. Част от информацията, необходима за съветския проект, е придобита чрез шпионаж. Руснаците създават своя ядрена програма с цел създаване на ядрен баланс между СССР и САЩ след Втората Световна война. През 1953 е изпробвана едностепенна водородна бомба (РДС-6), а после и двустепенна (РДС-37) през 1955 година (виж Водородна бомба и Усилено ядрено устройство). На 31 октомври 1961 година Съветският съюз взривява най-мощното оръжие, създавано някога от човека – 50-мегатонната Цар Бомба. Русия наследява или впоследствие се сдобива с всички съветски ядрени оръжия след разпадането на СССР през 1991 година.

- Великобритания се превръща в третата ядрена сила в света през 1952 година, тествайки своята първа атомна бомба („Hurricane“ – ураган) край островите Монтебело, Австралия. Почти цялата научно-техническа информация, необходима за британската ядрена програма, е придобита по време на американския проект Манхатън. Великобритания създава своите ядрени оръжия под предлог, че те биха служили за защита в случай на евентуално нападение от страна на Съветския съюз. Днес почти всички британски ядрени бойни глави са монтирани на ракети „Трайдънт“, които се пренасят от подводници.

- Франция изпробва първата си атомна бомба през 1960 година („Gerboise Bleue“ – Син тушканчик) и първата си водородна бомба през 1968 година (операция „Канопус“). Решението на Франция за ядрено въоръжаване е мотивирано от отслабналия ѝ статут на Велика сила след Втората Световна война и първият британски ядрен опит през 1952 година. След края на Студената война французите съкращават ядрения си арсенал със 175 бойни глави и реформират ядрените си войски. Днес Френската армия е разположила почти всичките си бойни глави на подводни ракети и бомбардировачи (като Рафал). Някои бойни глави са монтирани и на МКБР, изстрелвани от подземни силози. Франция обаче продължава активното разработване на нови атомни технологии за военни цели, с цел подновяване на остарелите ѝ оръжия.

- Китай става последната официална ядрена сила в света. Първата китайска атомна бомба е взривена през 1964 година, а само три години след това и първата водородна бомба (и двата опита са проведени край Лоп Нур). Китай е първата азиатска нация, която се сдобива с ядрени оръжия. За създаването им китайското правителство е мотивирано от нарастващата по това време мощ на САЩ вследствие на Студената война.

## Други известни ядрени сили
- Индия е първата страна, тествала ядрено оръжие след създаването на ДНЯО. През 1974 е взривено „мирно атомно устройство“, както индийското правителство го нарича – „Усмихнатият Буда“. Тестът е осъществен край Покхран, щата Раджастан. Създаването на ядрени оръжия в Индия вероятно е било мотивирано от военната заплаха от страна на съседен Китай. Индия твърди, че е изпробвала и водородна бомба през 1998 година, макар повечето специалисти да смятат, че тестът е бил неуспешен, тъй като мощността на оръжието вероятно е била по-малка от 50 килотона тротилов еквивалент[5]. През 2006 година Индия и САЩ подписват споразумение за сътрудничество в областта на ядрената енергия за граждански цели. Страната никога не е била член на ДНЯО. Броят на индийските ядрени оръжия е неизвестен, а предположенията варира силно – от 40 до 200 ядрени единици.

- Пакистан започва своята ядрена програма в началото на 70-те години. Първата пакистанска АЕЦ е построена в Карачи по това време, предимно с материали, доставени от Западни страни. След капитулацията на пакистанските войски и победата на Индия във войната през 1971 година, пакистанският министър-председател Зулфикар Али Бхуто заявява, че пакистанците ще построят свои ядрени оръжия, дори да се „налага да ядат трева“. След първия индийски ядрен тест пакистанският учен и металург Абдул Кадир Хан открадва схеми на центрофуги за обогатяване на уран от холандската компания URENCO. През 80-те години китайците продават на Пакистан дизайни на стари атомни оръжия, и в края на 80-те години страната се сдобива с потенциал за създаването на примитивни ядрени оръжия. През 1998 година е проведен първият пакистански ядрен тест в окръг Чагай. Абдул Кадир Хан е признал, че е продавал центрофуги и ядрени материали на Северна Корея, Иран и Либия. Пакистан не е член на ДНЯО.

- Северна Корея е последната страна, която тества ядрено оръжие. На 9 октомври 2006 година севернокорейците изпробват малка атомна бомба на 2000 метра под земята. Тъй като мощността на устройството е много малка (около 1 килотон), повечето специалисти смятат, че опитът не е бил напълно успешен (виж Севернокорейски ядрен опит). Страната е била член на ДНЯО, но се оттегля на 10 януари 2003 година. На 25 май провежда втори ядрен опит с мощност между 2 и 10 килотона. Северна Корея разполага с около 40 кг плутоний, достатъчен за десетина атомни бомби, и продължава да произвежда тази суровина.

## Неофициални ядрени сили
- Израел не е член на ДНЯО, и не признава (но и не отрича) съществуването на собствени ядрена програма и оръжия. Макар Израел да твърди, че изследователският център „Неджев“ край Димона е „изследователски реактор“, няма никакви публикувани изследвания, които са били проведени там. В свое шеговито изказване израелската министър председателка Голда Мейр казва „Израел няма ядрено оръжие, но ако се наложи ще го използва“. Според доц. по стратегически проучвания в университита в Тел Авив - Рувен Пацендаур "”През 1969 година Голда Мейр, тогава министър-председателка и Никън се споразумяха, това беше строго секретно. СЩ обещаха да не упражняват натиск над Израел да подпише договора за неразпространение на ядреното оръжие.В замяна Израел обеща да не декларира, че притежава ядрено оръжие и да не прави опити. И оттогава – от1969 това е политиката.”[6] Според Федерацията на американските учени (ФАУ), Израел разполага с ядрен материал за производството на максимум 200 атомни бомби, или те са вече построени[7][6] Сателитни снимки разкриват оръжейни бункери, ракетни площадки и мобилни ракетни установки, но следи от ядрени оръжия така и не са идентифицирани. Според някои разсекретени документи на британското разузнаване, Великобритания е снабдила Израел с няколко тона тежка вода от Норвегия през 1958 година. Възможно е израелците да са извършили съвместен ядрен опит с Южна Африка през 1979 година. Тогава американски сателит засича двоен светлинен проблясък, характерен за атомна експлозия, близо до архипелага Принц Едуард. В района на снимки от други сателити се виждат и израелски кораби. За повече подробности виж Инцидентът Вела. Много от данните за събитието обаче все още са засекретени. В интервю от 2006 година израелският премиер Ехуд Олмерт очевидно се изпуска, отправяйки обвинение срещу Иран по повод тяхната ядрена програма. Той казва, че Иран „се надява да има ядрени оръжия както Америка, Франция, Израел и Русия“. доц. Рувен Пецандур цитира и зетя на Садам Хюсейн, генерал Хюсеин Кемел Хасан „”Садам Хюсеин изстреля ракети срещу Израел, но въпреки че имаше химическо оръжие не го употреби. Когато зет му избяга в Йордания го питаха защо не е употребил химическо оръжие? Той отговори съвършено ясно – ние се страхувахме от ядреното отмъщение на Израел. Това беше успех.”“ От този момент съмненията за притежание на атомни бомби от страна на Израел се засилват многократно. Съмненията за наличие на израелските ядрени оръжия са потвърдени и от бившия израелски ядрен инженер Мордехай Вануну, който е и работил по Израелската ядрена програма.

## Страни, отказали се от ядреното оръжие
- Република Южна Африка е произвела шест атомни бомби през 80-те години, но ги разглобява в началото на 90-те. Възможно е тестът от 1979 година да е бил на южноафриканска атомна бомба. ЮАР подписва ДНЯО през 1991 година след падането на апартейда.[8]

### Бивши Съветски републики
- Беларус се сдобива с 81 ядрени бойни глави след разпадането на СССР през 1991 година. Всичките са предадени на руснаците през 1996 година. Беларус подписва ДНЯО същата година.[9]

- Казахстан наследява 1400 ядрени оръжия след разпадането на Съветския съюз. Всички оръжия са предадени на Русия през 1995 година. Казахстан подписва ДНЯО.[10]

- Украйна наследява близо 5100 ядрени оръжия след разпадането на СССР, превръщайки се в третата най-голяма ядрена сила в света[11]. Всички оръжия са доброволно предадени на руснаците през 1996 година, и Украйна подписва ДНЯО.[12]

## Страни, които са имали ядрени програми за военни цели
- Австралия е имала съвместна военна ядрена програма с Великобритания след Втората световна война. Австралийското правителство е осигурявало на англичаните местности за ракетни и ядрени полигони, както и експертна помощ в областта на ядрените изследвания. През 60-те години обаче програмата е прекратена и Австралия се присъединява към ДНЯО през 1971 година[13]. Все пак австралийците поддържат аржентински изследователски реактор, способен да произвежда плутоний за атомни бомби.

- Алжир създава свой Комисариат за нова енергия през 1982, целящ изследването на възможностите на страната за използване на ядрена, слънчева, и други видове енергия. Докато слънчевата енергия би била лесна за оползотворяване в Алжир, интересът към ядрената енергия на страната предизвиква безпокойство от страна на западните страни. Тревогите се засилват допълнително след създаването на алжирски Център за развитие на ядрената техника към Министерството на научните изследвания. В началото на 80-те години Алжир сключва таен договор за обработването на плутоний за военни цели, а през 1983 година Китай снабдява страната с изследователски реактор[14]. Една година по-късно алжирското правителство купува 150 тона ураниев концентрат от Нигер. Иракски учени също са осигурявали помощ на алжирците в областта на ядрената енергия. Според някои анализатори Алжир би създал ядрени оръжия с цел защита на страната от режима на Муамар Кадафи в съседна Либия. След икономическата криза от 1986 година обаче, програмата е замразена. В последвалите години на нестабилност всякакви видове ядрени изследвания са прекратени. През 1992 година Алжир се съгласява да допусне инспектори на Международната агенция по атомна енергия МААЕ, и през януари 1995 се присъединява към ДНЯО.

- Аржентина създава своя Комисия по атомна енергетика през 1950 година с цел развитие и контрол на ядрената енергия за мирни цели. Ядрената програма на страната е била развивана почти без чужда помощ. През 1978 година военното правителство осъществява задълбочени ядрени изследвания. През 1983 Аржентина обявява, че притежава голямо количество обогатен уран – важен материал за създаването на атомна бомба. След демократизацията на страната обаче военната ядрена програма е изоставена[15][16]. Днес Аржентина доставя атомно оборудване на много страни, сред които Австралия, Алжир, Египет и Перу и поддържа голям брой ядрени реактори за производство на електроенергия. Страната подписва ДНЯО на 10 февруари 1995 година.

- Бразилия започва ядрените си изследвания през 50-те години. САЩ строят няколко изследователски реактора в Бразилия през 60-те години. През 1978 бразилското правителство провежда военна ядрена програма с кодовото название „Солимоеш“, която е прекратена през 1985[17]. Страната подписва и ратифицира ДНЯО през 1998[18].

- Нацистка Германия е провеждала ядрени изследвания по време на Втората световна война, но самият проект за създаване на атомна бомба дори не е бил започнат в края на войната. Саботажът на заводите за тежка вода в Норвегия от британски войници и норвежки партизани допълнително е забавил изследванията. Нацистка Германия е разполагала само с един недовършен изследователски реактор.

- Египет е имал проект за създаване на атомна бомба между 1954 и 1967. След прекратяването му страната подписва ДНЯО[19].

- Ирак е разработвал ядрени оръжия в периода 1970 – 1985 година. Ядрената програма е била особено активна в края на 70-те, когато няколко страни от Африка и Близкия изток започват свои ядрени изследвания. Иракските учени са предоставяли техническия знания на страни като Алжир, Либия и Сирия. Франция построява 40-мегаватов изследователски реактор (Озирак) недалеч от Багдад и снабдява иракчаните с 12,5 кг уран, обогатен до 93%. Реакторът е разрушен през 1981 година от израелски самолети. Иракската ядрена програма е прекратена през 1991, малко преди началото на Войната в Залива[20].

- Либия признава през 2003 година, че е имала програма за създаването на атомни оръжия. Част от оборудването е било доставено от т.нар. „Пръстен на А. К. Хан“. Ядрени изследвания са провеждани само в Таджура, където е единственият център за подобни дейности. Либия е подписала ДНЯО[21].

- Румъния е имала собствена програма за създаването на ядрени оръжия. Макар да подписва ДНЯО през 1970 година, тайните ядрени изследвания са продължени. През 1985 година страната вече е била способна да създава плутоний чрез обработката на изчерпано ядрено гориво от АЕЦ. През 1989 година Николае Чаушеску обявява, че Румъния е способна да създаде собствена атомна бомба. Център на тайните ядрени изследвания е бил град Питещ. Там са произведени близо 585 тона ядрено гориво за румънската АЕЦ „Черна вода“. Тежка вода се е произвеждала в Турну Мъгуреле. След падането на социализма през 1989 година, инспектори на МААЕ откриват в изследователския център в Питещ капсула с 470 грама чист плутоний[22]. Днес Румъния не разработва ядрени оръжия[23].

- Швейцария е провеждала тайни ядрени изследвания между 1946 и 1969, които стават публично известни едва през 1995 година. Създадени са били планове за брой на арсенали, чертежи на оръжия, както и изчисления за стойността на оръжията. Програмата е изоставена заради прекалено големите предвидени разходи. Швейцария подписва ДНЯО на 27 ноември 1969 година[24].

- Швеция сериозно е обмисляла възможността за създаване на собствен ядрен арсенал през 50-те и 60-те години, вероятно с цел запазване на неутралитета си през Студената война. Били са направени много задълбочени изследвания върху способността на страната за производството на атомни бомби, както и схеми, стратегии и изчисления за стойността на програмата. Планирано е било и създаването на център за производството на ядрени оръжия в Студсвик. SAAB са направили планове за построяването на сръхзвуков атомен бомбардировач – А36. През 1968 година обаче шведският парламент подлага на гласуване Предложение за ядрено въоръжаване на страната. Предложението е отхвърлено с много малко гласове. Така ядрените изследвания за военни цели са прекратени и Швеция се присъединява към ДНЯО същата година.

- СФР Югославия – нейната ядрена програма започва в края на 50-те години. Тогава югославските учени започват изследвания върху възможността за обогатяване едновременно на уран и плутоний. През 1956 година е създаден център за отработване на ядрено гориво във Винча, тогава предградие на Белград, а през 1958 и 1959 са построени два изследователски реактора. Съветският съюз снабдява сърбите с тежка вода и обогатен уран за тях. През 60-те години Норвегия и Югославия си сътрудничат в областта на извличането на плутоний от отработено ядрено гориво. През 1960 година обаче Йосип Броз Тито прекратява програмата поради неизвестни причини, но я възстановява след ядрения опит на Индия през 1974 година. През 1987 ядрените изследвания са прекратени окончателно. След разпада на Югославия 50 килограма обогатен уран от центъра във Винча са изнесени за Русия.

- Южна Корея е имала военна ядрена програма за кратко време – от 1970 до 1975, макар да се предполага, че изследванията са продължили и след това[25]. През 2004 година южнокорейското правителство обявява пред МААЕ, че през 1982 корейските учени са извлекли плутоний за военни цели от изследователски реактор, а през 2000 година са обогатили уран до 35%. Не се знае дали сега Южна Корея не разработва тайно ядрени оръжия, но това е малко вероятно.

## Други страни със значителен ядрен потенциал
Практически всяка индустриализирана нация днес може да създаде ядрено оръжие за няколко години, ако се вземе политическо решение за това. Страни, вече притежаващи значителна оръжейна и ядрена индустрия биха могли да направят атомна бомба в срок, вариращ от няколко месеца до няколко години, в зависимост от субсидиите на проекта и техническите възможности на страната. Всички изброени страни са членки на Договора за неразпространение на ядрените оръжия.
- България – Българската ядрена програма започва в края на 50-те години, когато СССР построява малък изследователски реактор в София. България е втората страна в бившия Източен блок след Съветския съюз, която започва да произвежда собствена ядрена енергия. Българската АЕЦ Козлодуй е най-голямата на Балканския полуостров, но след като страната поема ангажимент към ЕС, смятаните за небезопасни четири малки реактори ВВЕР-440 (I – IV блок) са затворени. Така централата днес произвежда общо 2000 МВт от 3760 възможни. Очаква се нова АЕЦ да се построи край Белене – АЕЦ Белене, с мощност от 2000 МВт. Голяма част от българската уранова руда, добивана край Бухово и Доспат, е била изнасяна за СССР. По-старите съветски ядрени оръжия и реактори използват български уран заради високото му качество. Днес изследователският реактор ИРТ-2000 вече не съществува. България е разполагала и със завод за обработка на уранова руда.

- Германия има една от най-усъвършенстваните ядрени индустрии в света, способна да произвежда реактори, прецизно оборудване и материали за военна ядрена програма. Германия има центрове за обработка и създаване на ядрено гориво, поддържа 19 ядрени реактора за граждански цели и разполага с голямо количество складиран плутоний. По време на Студената война както ГДР, така и ФРГ са имали на територията си съответно съветски и американски ядрени бойни глави. Много от оръжията все още са разположени в Западна Германия. След 1998 година страната предпирема стъпки за съкращаване на ядрените мощности и обявява, че никога няма да разработва ядрени оръжия[26].

- Иран – Иранската ядрена програма е може би най-спорната, тъй като САЩ и няколко западни страни обвиняват Иран, че строежът на АЕЦ е само прикритие за военна програма с цел създаване на атомна бомба. Иран строи АЕЦ в Бушер, и разполага с още един реактор в Арак. Центрове за ядрени изследвания и заводи за обогатяване на уран има в Исфахан и Натанз[14]. Няма никакви доказателства обаче, че иранците произвеждат плутоний, необходим за направата на ядрени оръжия.

- Италия – В Италия има голям брой реактори за електропроизводство (изведени от експлоатация) и такива за научни изследвания. На италианска територия все още са разположени няколко ядрени бомби на НАТО. Италианското правителство не е имало планове за ядрено въоръжаване, но от 80-те години насам страната е способна да създаде атомно оръжие за по-малко от година.

- Канада е една от първите страни, започнали разработки в сферата на ядрената енергия. Тя е била и активен участник в Проекта Манхатън, доставяйки уран и технически знания на американците. Канада произвежда реактори за електроенергия и научни изследвания. Канадските реактори КАНДУ се използват от Китай, Аржентина, Южна Корея, Румъния, Индия и Пакистан. На канадска територия са били разположени и американски ядрени бойни глави по време на Студената война, но всички са изтеглени през 1984 година. Днес Канада не произвежда ядрени оръжия и е твърдо против тяхното създаване.

- Норвегия е една от първите страни, които започват ядрени изследвания за военни цели. Норвежката ядрена програма е започнала през 1946 година, като крайната ѝ цел е построяването на ядрена бомба. Макар норвежците да имат голям напредък в изследванията си, военната програма е реформирана в гражданска и всички проекти за създаване на атомна бомба са прекратени. Страната разполага с два изследователски реактора – един в Келер и един в Халден. Норвегия е изнасяла оборудване и технологии за обогатяване на плутоний, както и тежка вода за страни като Израел, Индия и Пакистан[27]. Норвегия би могла да създаде свое ядрено оръжие за по-малко от година, макар политиката ѝ да е твърдо против тези оръжия.

- Нидерландия разполага с един ядрен реактор за граждански цели в Борселе, с мощност от 452 МВт, който задоволява 5% от енергийните нужди на страната. В Петен съществува голям център за ядрени изследвания. Към 2000 година Холандия разполага с около 2 тона плутоний, но може би никога няма да строи собствени ядрени оръжия, тъй като мнозина в страната са против тяхното създаване и разработване.

- Япония е трета в света по производство на ядрена енергия след САЩ и Франция. Страната планира 40% от електроенергията за вътрешно ползване да се генерира от ядрени реактори до 2010 година. В резултат на масивното производство на ядрена електроенергия в страната се отделят големи количества плутоний. През 2000 година Япония е разполагала с близо 5 тона плутоний. Съществуват и множество заводи за обогатяване на уран чрез центрофуги. Според специалисти Япония има технологиите, материалите и средствата да произведе ядрено оръжие за няколко месеца[28]. През Втората световна война японците са имали таен проект за атомна бомба, който е бил прекратен след атомните бомбардировки (виж Японска ядрена програма).

## Споделяне на ядрени оръжия
Според програмата на НАТО за споделяне на ядрените оръжия, неядрени държави могат да разполагат и складират на своя територия чужди бойни глави, както и да ги адаптират за хвърляне от собствени самолети. Такива страни са Белгия, Германия, Италия, Турция и Холандия. До 2001 Гърция също е имала американски ядрени оръжия на своя територия, а до 80-те и Канада.